# (2719) Сучжоу
(2719) Сучжоу (англ. Suzhou, кит. 苏州星) — астероид из группы главного пояса, который был открыт 22 сентября 1965 года в обсерватории Цзыцзиньшань и назван в честь древнего китайского города Сучжоу.

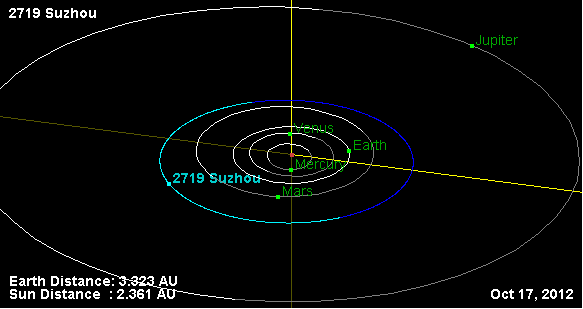
Орбита астероида Сучжоу и его положение в Солнечной системе